# Mother Earth (revista)

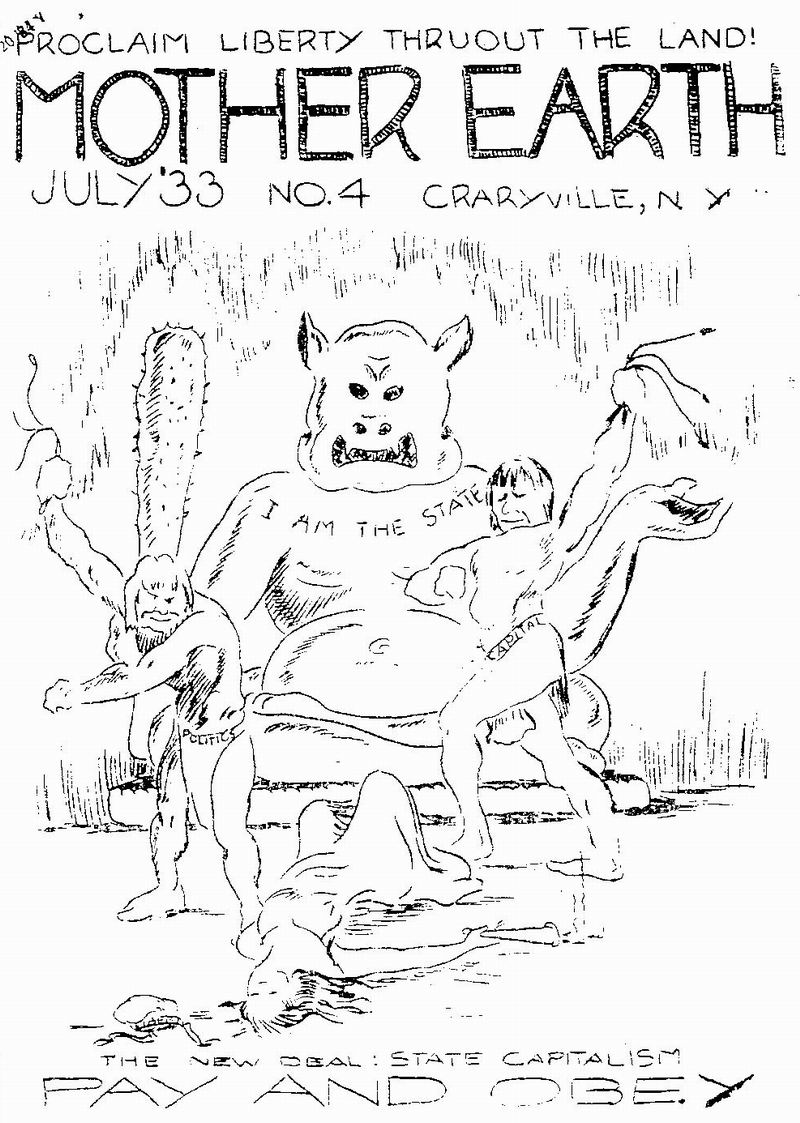
A revista Mother Earth publicada por Emma Goldman e Alexander Berkman tornou-se um importante ponto de referência para ativistas e literatos anarquistas, livre pensadores por todo os Estados Unidos.

Mother Earth foi uma revista inicialmente publicada em março de 1906, nos Estados Unidos, por Emma Goldman e diagramada por Alexander Berkman, com uma tiragem de três mil cópias. Seu conteúdo discutia acontecimentos recentes e continuou a ser publicada mensalmente até agosto de 1917.
Em 1918 o governo federal apoderou-se de listas de nomes dos assinantes da revista, contando com mais de oito mil, a fim de interrogá-los.

## Contribuidores
Segue uma lista parcial dos nomes cujos textos contribuíram nas publicações de Mother Earth:
- Leonard D. Abbott
- Margaret Caroline Anderson
- Max Baginski
- Alexander Berkman
- Maxwell Bodenheim
- Bayard Boyesen
- Georg Brandes
- Louise Bryant
- Voltairine de Cleyre
- John R. Coryell
- Julia May Courtney
- Padraic Colum
- Floyd Dell
- Mabel Dodge
- Will Durant
- Francisco Ferrer Guardia
- Ricardo Flores Magón
- William Z. Foster
- Emma Goldman
- Maxim Gorky (traduzido por Alice Stone Blackwell e S. Persky)
- Margaret Grant
- Martha Gruening
- Bolton Hall
- Sadakichi Hartmann
- Hippolyte Havel
- Ben Hecht
- Robert Henri
- C. L. R. James
- Harry Kelly
- Harry Kemp
- Peter Kropotkin
- Errico Malatesta
- Max Nettlau
- Eugene O'Neill (unsigned)
- Robert Allerton Parker
- Charles Robert Plunkett
- Elisée Reclus
- Ben Reitman
- Lola Ridge
- Rudolf Rocker
- Morris Rosenfeld
- Margaret Sanger
- Theodore Schroeder
- Leo Tolstoy
- Adolf Wolff
- Charles Erskine Scott Wood